# Ilyushin Il-18 (1946)
Ilyushin Il-18 (1946) là một mẫu thử nghiệm máy bay dân dụng vận chuyển hành khách của Liên Xô. Chỉ có hai mẫu Il-18 (1946) được chế tạo, mẫu thứ nhất có 66 ghế chở hành khách giống như Tupolev Tu-70, nó cũng trang bị 4 đông cơ. Nguyên mẫu đầu tiên bay vào ngày 17 tháng 8-1946. Người ta đã từ bỏ dự án này, và ưu tiên loại Lisunov Li-2, trong khi Ilyushin Il-12 và Il-14 đã sẵn sàng để sản xuất. Tên gọi Il-18 còn được sử dụng lại.

## Thông số kỹ thuật

### Đặc điểm riêng
- Phi đoàn: 4
- Chiều dài: 29.86 m (97 ft 12 in)
- Sải cánh: 41.10 m (134 ft 10 in)
- Chiều cao: n/a
- Diện tích cánh: 140 m² (1506.95 sq ft)
- Trọng lượng rỗng: 28490 kg (62810 lb)
- Trọng lượng cất cánh:
- Trọng lượng cất cánh tối đa: 47500 kg (104720 lb)
- Động cơ: 4 x động cơ Shvetsov ASh-73, 2600 hp mỗi chiếc

### Hiệu suất bay
- Vận tốc cực đại: 565 km/h (351 mph)
- Tầm bay: 2800 km (1740 mile)
- Trần bay: n/a
- Vận tốc lên cao: n/a
- Lực nâng của cánh: n/a
- Lực đẩy/trọng lượng: n/a

## Nội dung liên quan

### Máy bay có tính năng tương đương
- Tupolev Tu-70